# Elizabeth Hartman
Mary Elizabeth Hartman (Youngstown, 23 dicembre 1943 – Pittsburgh, 10 giugno 1987) è stata un'attrice statunitense.

## Biografia
Viene ricordata in particolare per l'interpretazione di Selina D'Arcey, la giovane cieca in Incontro al Central Park (1965) di Guy Green, accanto a Sidney Poitier, ruolo che le valse il Golden Globe per la migliore attrice debuttante nel 1966 e una candidatura all'Oscar alla miglior attrice. Dall'aspetto esile e dotata di un grande talento, interpretò anche altri film importanti, come Il gruppo (1966) di Sidney Lumet, L'uomo di Kiev (1968) di John Frankenheimer e La notte brava del soldato Jonathan (1971) di Don Siegel, accanto a Clint Eastwood e Geraldine Page, con la quale aveva già lavorato in Buttati Bernardo! (1966) di Francis Ford Coppola.
Negli anni successivi alla sua improvvisa popolarità, l'attrice non riuscì più a trovare ruoli adatti al suo talento. Tra i suoi pochi film di quel periodo si segnala il poliziesco Un duro per la legge (1973) di Phil Karlson, accanto a Joe Don Baker. Il suo ultimo lavoro fu il doppiaggio del film di animazione Brisby e il segreto di NIMH di Don Bluth, nel 1982.
Le difficoltà a proseguire la carriera, unite a una forte depressione e a problemi familiari, la portarono al divorzio dal marito, lo sceneggiatore Gill Dennis, e nel 1987 la spinsero a suicidarsi, gettandosi dal quinto piano del suo appartamento a Pittsburgh (Pennsylvania). Fu seppellita nella sua città natale.

## Filmografia parziale
- Incontro al Central Park (A Patch of Blue), regia di Guy Green (1965)
- Il gruppo (The Group), regia di Sidney Lumet (1966)
- Buttati Bernardo! (You're a Big Boy Now), regia di Francis Ford Coppola (1966)
- L'uomo di Kiev (The Fixer), regia di John Frankenheimer (1968)
- La notte brava del soldato Jonathan (The Beguiled), regia di Don Siegel (1971)
- Un duro per la legge (Walking Tall), regia di Phil Karlson (1973)
- Che fatica essere lupi (Full Moon High), regia di Larry Cohen (1981)
- Brisby e il segreto di NIMH (The Secret of NIMH), regia di Don Bluth (1982) - voce

## Riconoscimenti
- Premio Oscar
  - 1966 – Candidatura alla miglior attrice per Incontro al Central Park

- Golden Globe
  - 1966 – Migliore attrice debuttante per Incontro al Central Park
  - 1966 – Candidatura alla migliore attrice in un film drammatico per Incontro al Central Park
  - 1967 – Candidatura alla migliore attrice in un film commedia o musicale per Buttati Bernardo!

- Laurel Awards
  - 1966 – Nuovo volto femminile

## Doppiatrici italiane
Nelle versioni in italiano dei suoi film Elizabeth Hartman è doppiata da:
- Vittoria Febbi in Incontro al Central Park, Buttati Bernardo!
- Fiorella Betti in La notte brava del soldato Jonathan
- Angiolina Quinterno in Un duro per la legge

Da doppiatrice è sostituita da:
- Flaminia Jandolo in Brisby e il segreto di NIMH